# Lullaby Land
Lullaby Land è il terzo album del gruppo musicale statunitense dei Vampire Rodents, pubblicato per la Re-Constriction Records nel 1993.
L'album è considerato dal critico musicale Piero Scaruffi uno dei migliori album rock di sempre.

## Tracce
1. Trilobite – 4:45
2. Catacomb – 4:05
3. Crib Death – 4:23
4. Dogchild – 3:26
5. Gargoyles – 3:54
6. Grace – 4:34
7. Tremulous – 0:55
8. Glow Worm – 2:25
9. Lullaby Land – 3:06
10. Dervish – 3:57
11. Scavenger – 5:08
12. Exuviate – 5:13
13. Akrotiri – 4:13
14. Toten Faschist – 2:27
15. Nosedive – 3:09
16. Bosch Erotique – 2:19
17. Hubba Hubba – 1:48
18. Cartouche – 1:55
19. Awaken – 1:46
20. Raga Rodentia – 5:45
21. Passage – 3:39